# Grupo Carso
Grupo Carso er et mexicansk konglomerat, der ejes af Carlos Slim. Det blev etableret i 1990 ved en fusion mellem Corporación Industrial Carso og Grupo Inbursa.
Forretningerne er fordelt i brancher som industri, handel, infrastruktur, byggeri og telekommunikation.